# 朱軒嫄
朱 軒嫄（しゅ けんげん、1584年8月11日（万暦12年7月6日） - 1587年6月1日（万暦15年4月25日））は、明の万暦帝の第4皇女。

## 経歴
万暦帝と恭妃王氏（後の孝靖太后）の娘としてに生まれた。泰昌帝の同母妹であった。万暦15年（1587年）4月25日に死去した。雲夢公主の位を追贈され、金山に葬られた。
1956年から1958年にかけて行われた定陵（明の十三陵の一つで万暦帝の陵墓）の発掘で、孝靖太后の副葬品として三本童衣が出土した。

## 伝記資料
- 『国榷』
- 『明神宗実録』万暦11年巻・万暦14年巻